# Lindencorso

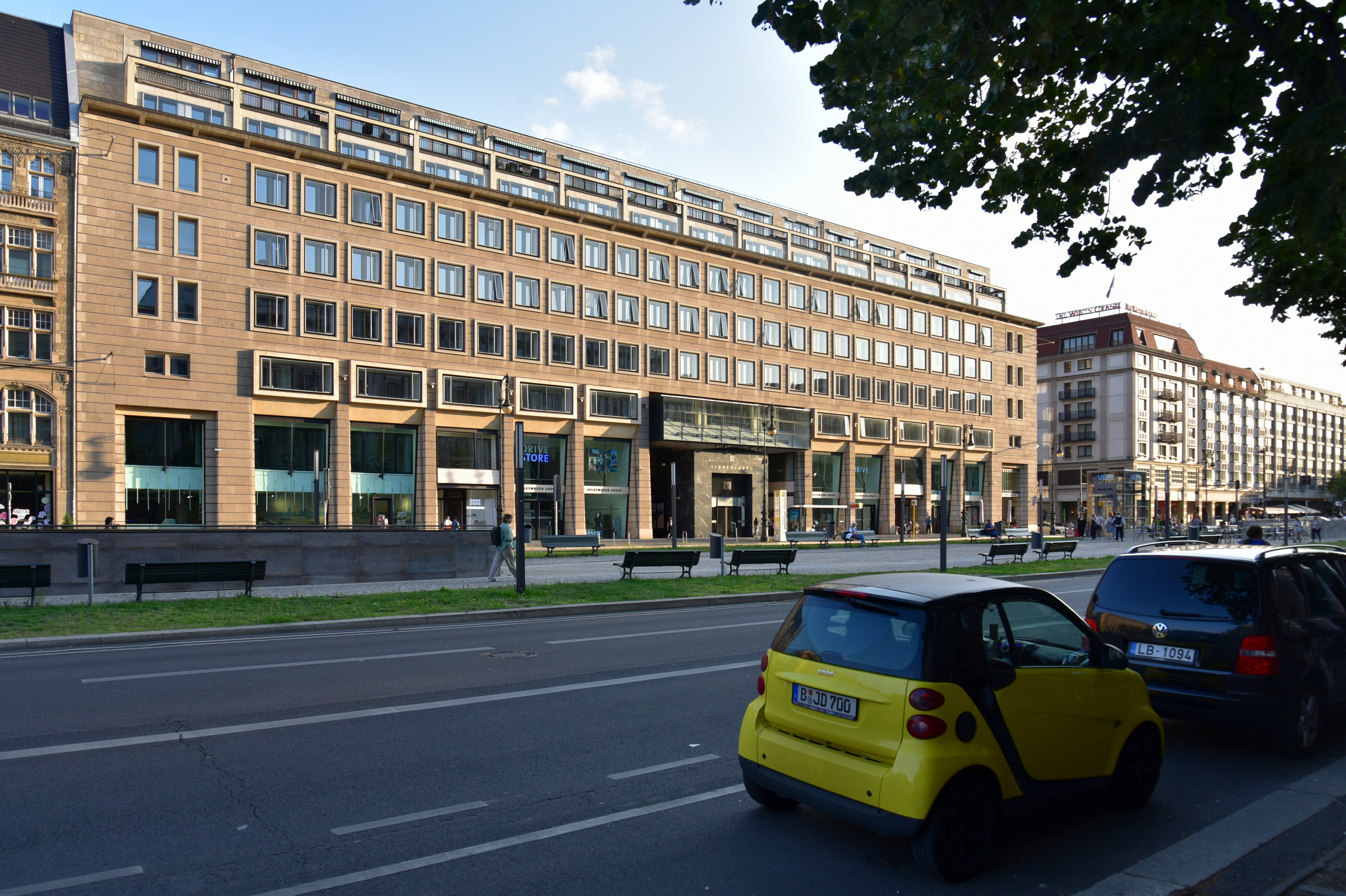
Neuer Lindencorso (2024)

Das Lindencorso ist ein Gebäude an der Kreuzung des Boulevards Unter den Linden mit der Friedrichstraße im Berliner Ortsteil Mitte des gleichnamigen Bezirks.

## Geschichte
Ursprünglich lag das Café Bauer an der Kreuzung. Es wurde im Zweiten Weltkrieg zerstört. Zu DDR-Zeiten war 1961 geplant, die Friedrichstraße zu einer 60 Meter breiten Fußgängerzone aufzuweiten.

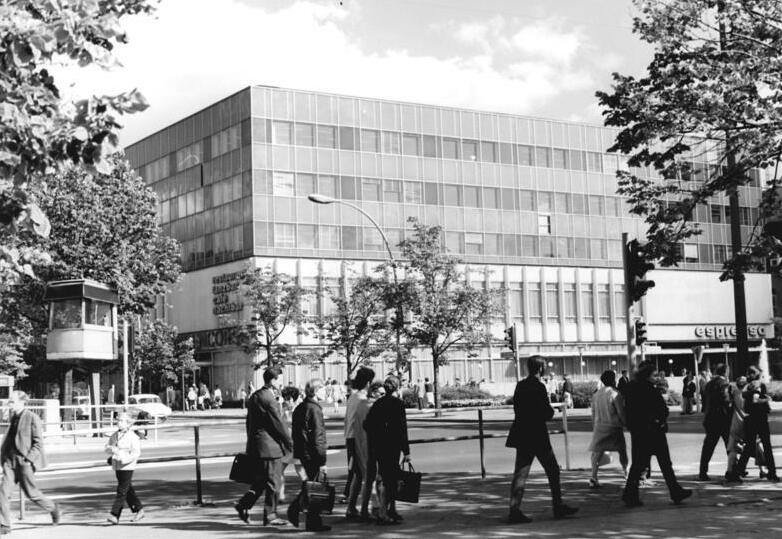
Das ursprüngliche Lindencorso, gesehen von der Mittelpromenade des Boulevards Unter den Linden, November 1972

Entsprechend der Aufweitung entstanden bis 1966 am Boulevard Unter den Linden Ecke Friedrichstraße das Hotel Unter den Linden und gegenüberliegend der Gaststättenkomplex Lindencorso, dieser nach Plänen eines Architektenkollektivs unter Werner Straßenmeier. Dann wurde die Aufweitung der Friedrichstraße fallengelassen. Damit hatte der Boulevard Unter den Linden an der Friedrichstraße unbeabsichtigt einen viereckigen Platz bekommen und die beiden Gebäude erschienen wie dessen Randbebauung.
Im Jahr 1993 setzte mit dem Abriss des Lindencorsos der Rückbau auf den historischen Straßengrundriss ein, der nach 2006 mit dem Abriss des Hotels Unter den Linden und der Errichtung des Upper Eastside Berlin abgeschlossen wurde. Der in den Jahren 1994–1997 nach Plänen des Architekten Christoph Mäckler errichtete Neubau erhielt den Namen des Vorgängers. Der Neubau kostete rund 500 Millionen Mark (kaufkraftbereinigt in heutiger Währung: rund 415,1 Millionen Euro). Bauherren waren der französische Investor SGE und die Berliner David Katz und Klaus Marks.
Die Fassade besteht aus Natursteinsockel, die nach traditionellen Handwerksmethoden gemauert wurden. Damit ist das Gebäude einer der wenigen Neubauten in Deutschland, die nicht eine vorgehängte Steinplattenfassade haben. Mäckler geht sogar davon aus, dass es der erste traditionell gefertigte Bau seit dem Zweiten Weltkrieg sei. Für die Fassade wurde Elmkalkstein aus dem Elm verwendet.
Zur Eröffnung des Baus wurde mit Kunstwerken von Stefan Szczesny ausgestattet. Hierzu entwarfen neun deutsche und acht französische Künstler Motive für Fahnen, die an der Fassade des Gebäudes installiert wurden. Unter den Künstlern waren Jean-Michel Alberola, J.-Ch. Blais, Fr. Boisrond, R. Combas, H. Delprat, G. Garouste, J. LeGac, Fr. Rouan, Ben Vautier sowie Hans Peter Adamski, Elvira Bach, Walter Dahn, Jiří Georg Dokoupil, Rainer Fetting, Dieter Hacker, Andreas Schulze und Bernd Zimmer.
Im Erdgeschoss des Gebäudes wurde am 2. Mai 1999 das Automobil Forum der Volkswagen AG eröffnet, das seit Mai 2015 den Namen Drive. Volkswagen Group Forum trägt.

## Bewertung des Baus
Der Bau gilt als Musterbeispiel der Architektur des Senatsbaudirektors Hans Stimmann. Stimmann lobte den Bau als „Wiederaufnahme unserer Stadtbautradition, die durch den Krieg und die Teilung abgerissen war“. Der Architekturkritiker Gerhard Matzig, der in einer Debatte dem Gebäude bescheinigt hatte, von „neu-teutonischer Natur“ zu sein, „die auch dem Führer gefallen hätte“, schrieb später in einem Artikel in der Süddeutschen Zeitung zum 70. Geburtstag des Architekten: „Das war eine Beleidigung, die einem bis heute leidtut, obwohl man zum Lindencorso immer noch kein entspanntes Verhältnis pflegt.“ Kritiker wie Wolfgang Kil bemängelten zudem, dass das Lindencorso aus DDR-Zeiten ein beliebter Treffpunkt war, das neue Lindencorso aber in erster Linie ein „totes“ Geschäftshaus sei. Die Anknüpfung an die traditionelle Straßenbreite wurde ebenfalls kontrovers beurteilt.

## Auszeichnungen
- 2. Platz des Deutschen Naturstein-Preises 1997